# Kirche von Nødebo

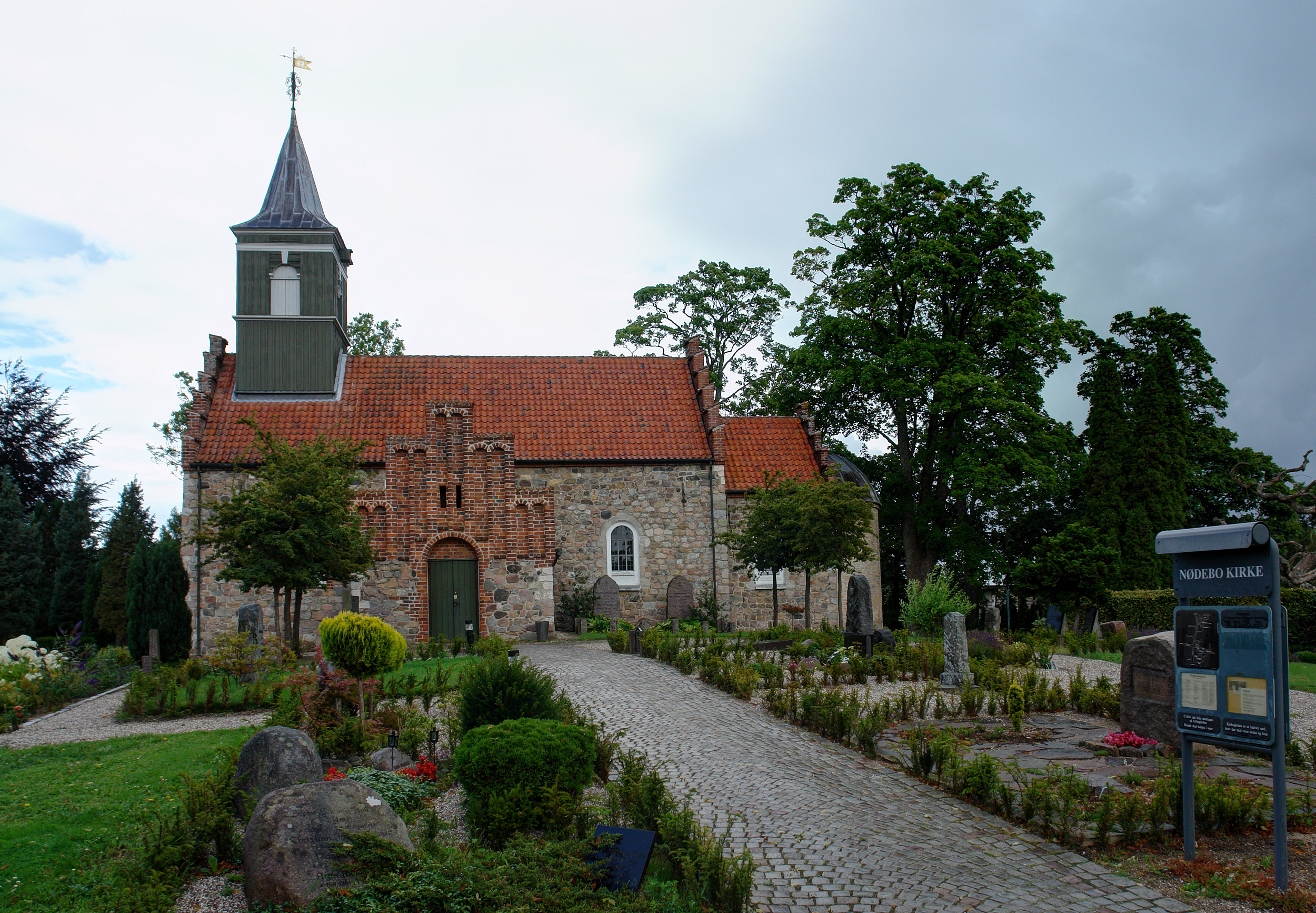
Kirche von Nødebo

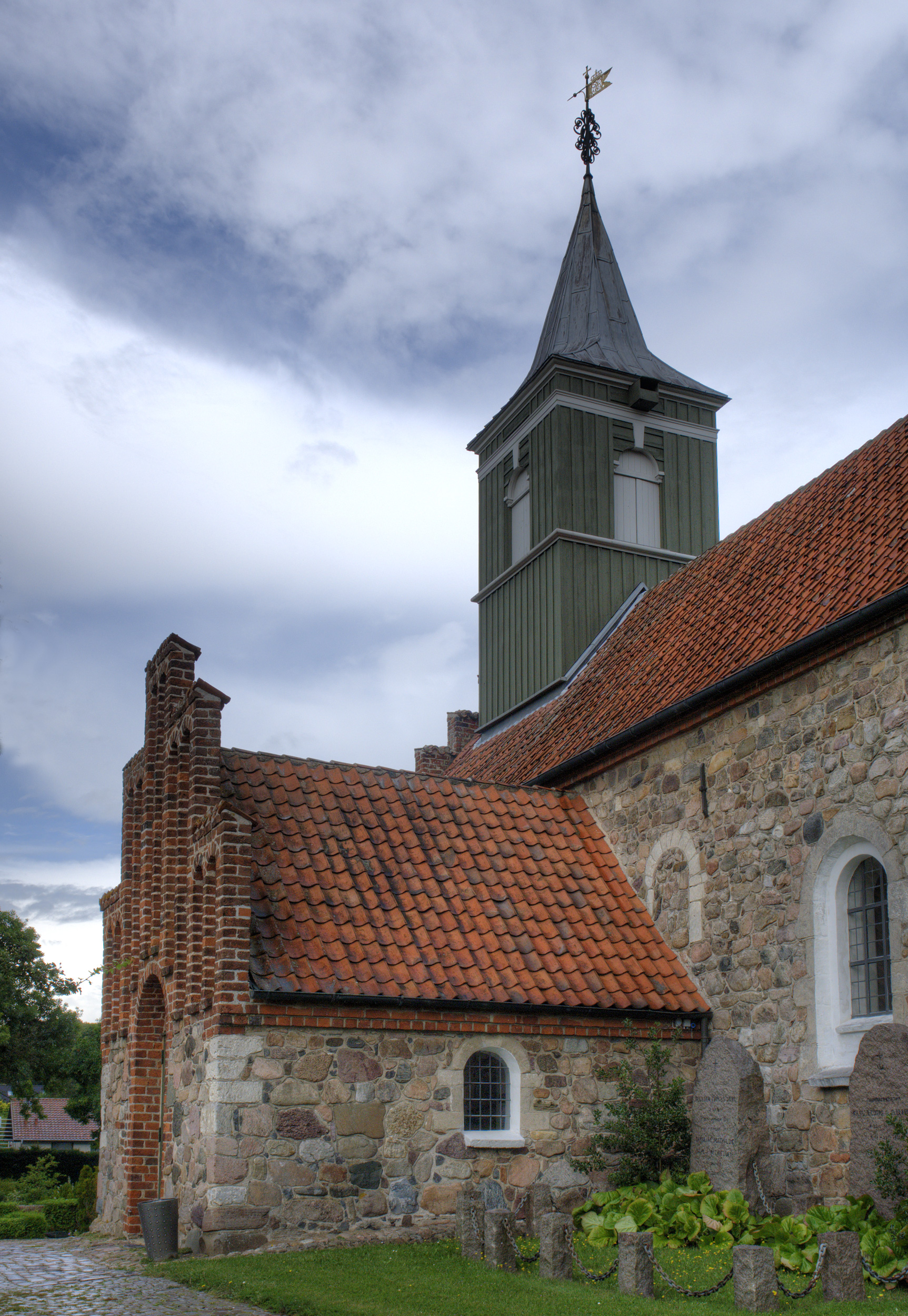
Waffenhaus und Dachreiter

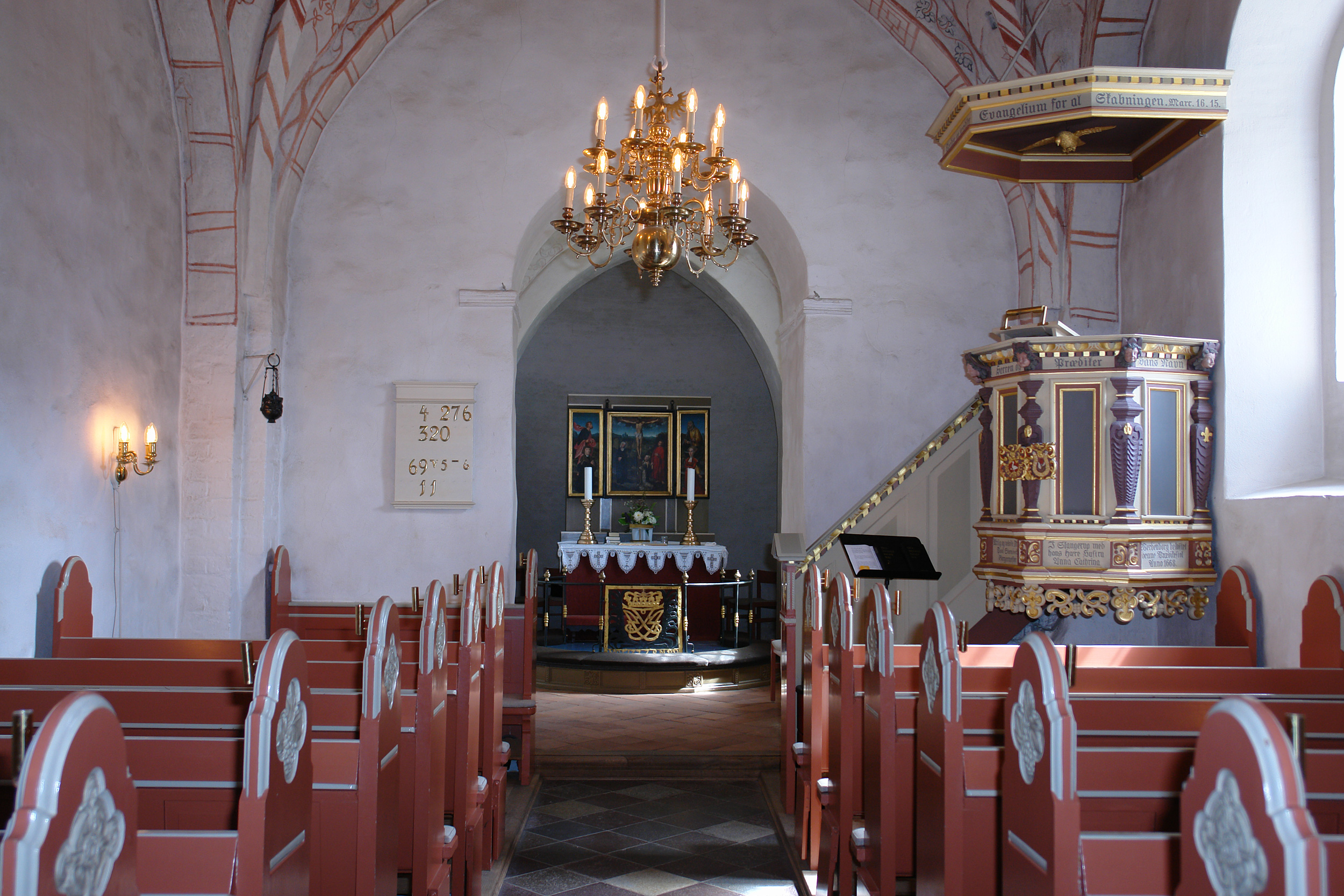
Kanzel (1668)

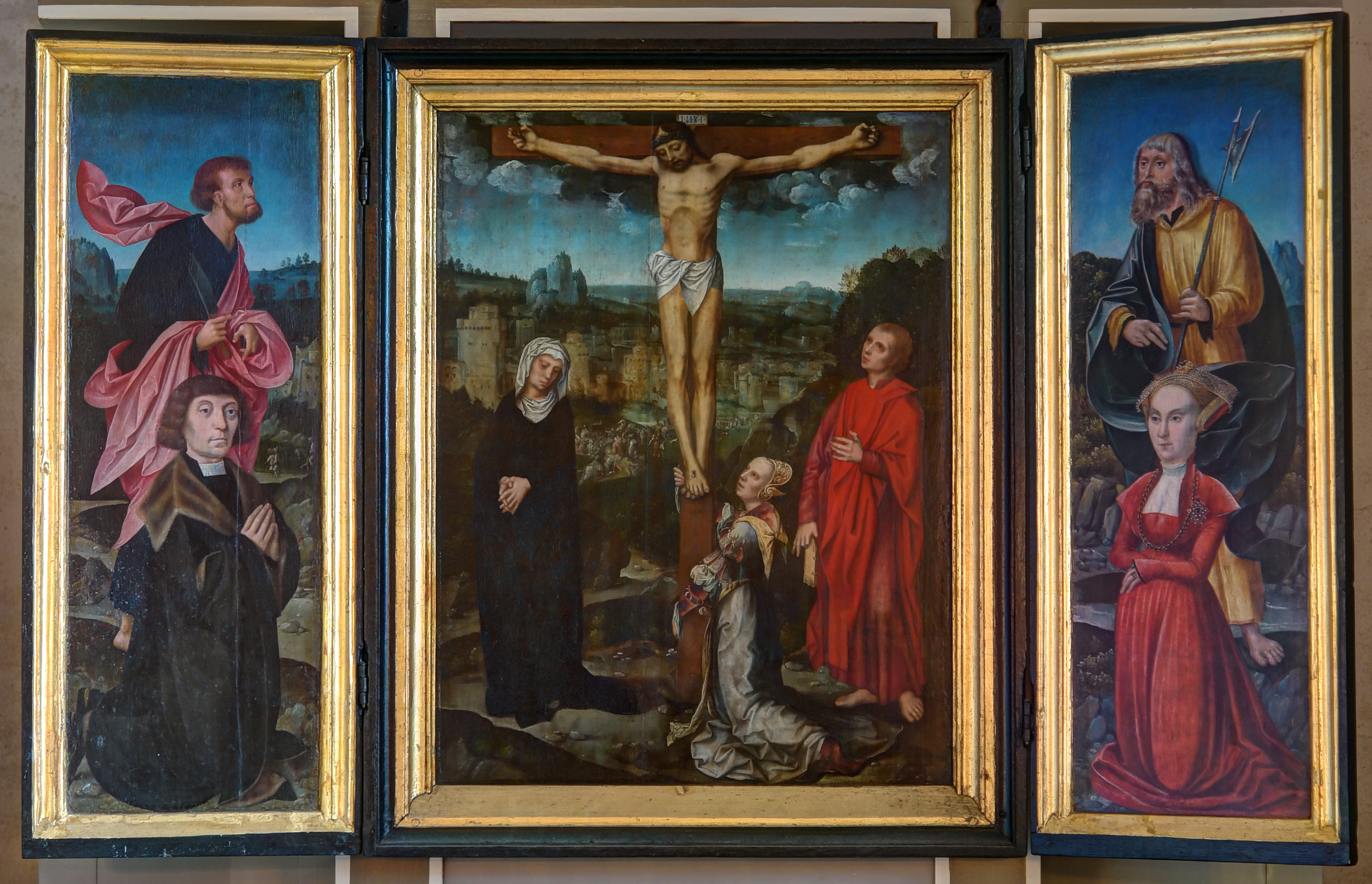
Kreuzigungsaltar (um 1520)

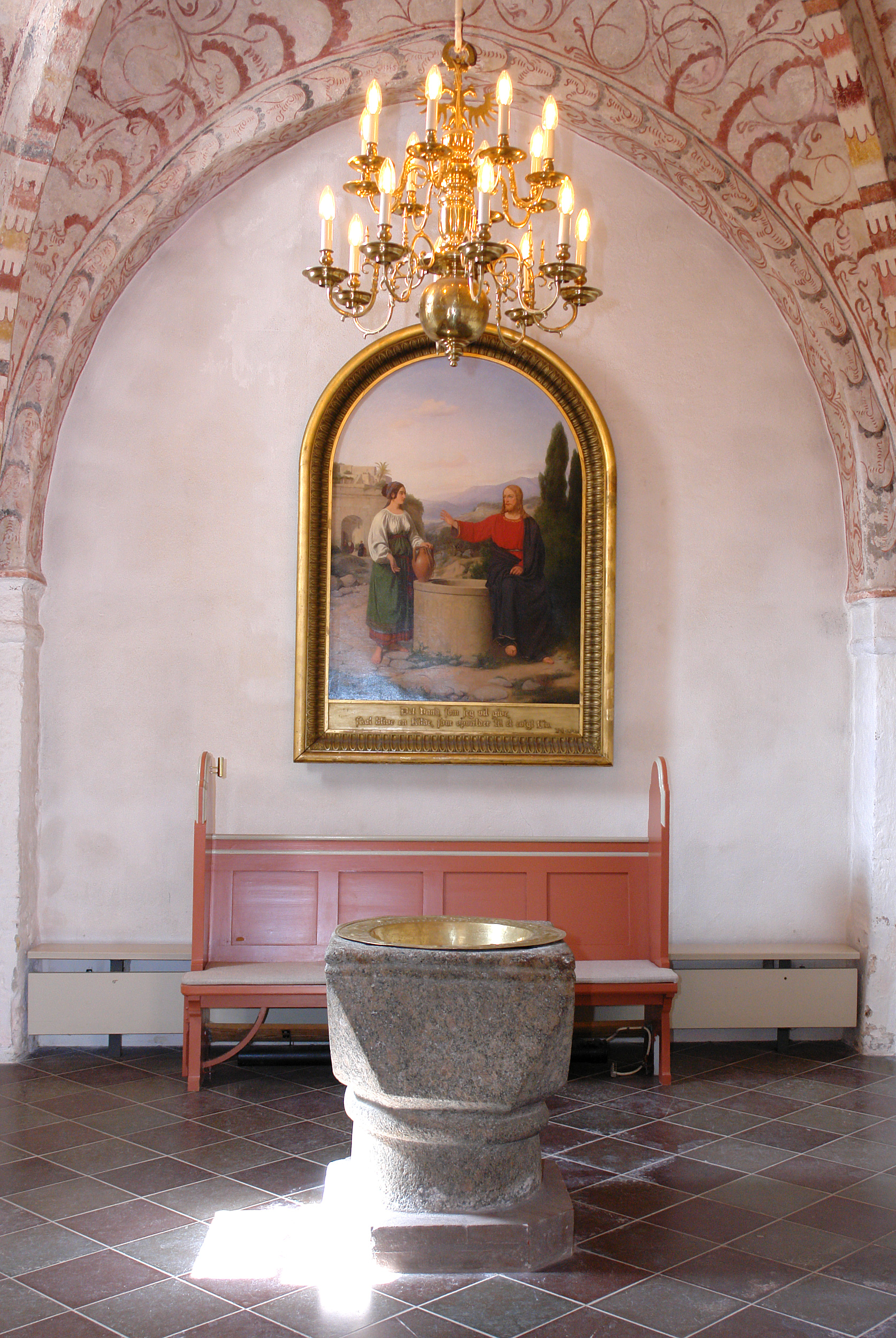
Romanisches Taufbecken, Altarbild Jesus und die Samariterin

Die evangelisch-lutherische Kirche von Nødebo (dänisch Nødebo Kirke) ist die älteste Kirche im nördlichen Teil der dänischen Insel Seeland (dänisch Sjælland). Sie gehört zum Kirchspiel Nødebo Sogn an der Südwestküste des Esromsees, 5 km nördlich von Hillerød und 40 km nördlich von Kopenhagen und ist besonders durch die Fresken aus dem 15. Jahrhundert sowie das Altarbild aus dem 16. Jahrhundert bekannt.

## Kirchengebäude
Die Kirche wurde von Esrom-Mönchen als Wallfahrtskirche gebaut. Die ältesten Teile, Schiff und Chor, können auf die Zeit um 1200 zurückverfolgt werden. Um 1400 wurde der Bau überwölbt und in Richtung Westen erweitert. Die Abmessungen der Wände lassen darauf schließen, dass sie als Grundlage für einen Turm geplant waren. In dieser Zeit wurde der Bau als Taufkapelle verwendet. Um 1520 erhielt die Südseite ein Waffenhaus. Ein ähnlicher Anbau auf der Nordseite wurde 1652 abgerissen und wahrscheinlich gleichzeitig der nördliche Eingang für Frauen vermauert. Ein Dachreiter auf dem Westanbau ersetzte 1739 den freistehenden Glockenturm aus Holz. Die Apsis im Osten wurde 1840 in gelbem Backstein errichtet, der übrige Bau besteht aus geteilten und teilweise behauenen Felsbrocken. An den Fenstern und Türen wurde Kalkstein verwendet.
Die Kirche wurde mehrfach renoviert. 1868–69 wurde das Dach verändert und 1905 wurden neue Bänke und eine Heizung eingebaut und die Seitenwände verputzt. Während der Restaurierung 1981–83 zogen Orgel und Empore wieder an ihren ursprünglichen Platz. Die Empore aus dem Jahr 1739 wurde auf ihre ursprüngliche Länge von sechs Feldern erweitert.

## Inventar
An der Magdalenen-Quelle, der heiligen Quelle zu der in früher Zeit Wallfahrten unternommen wurden und die Ursprung für die Gründung der Kirche war, stand ein Opferstock wie er in der Kirche zu finden ist. Aus der frühen katholischen Zeit stammt ein Weihrauchfass an der Chorwand.
Ein Kronleuchter aus dem Jahr 1727 trägt eine Inschrift, der zweite ist eine Kopie von 1910. Ebenfalls von 1727 stammt die schmiedeeiserne Altarschranke, sie ist mit einem Monogramm von Friedrich IV. verziert.

### Triptychon
Der dreiteilige spätmittelalterliche Kreuzigungsaltar (Triptychon) zeigt im Mittelteil die Golgataszene mit Christus am Kreuz und der weinenden Maria, die neben dem rot gekleideten Johannes und Maria Magdalena am Kreuz kniet. Im Hintergrund eine mittelalterliche Stadt, offenbar Jerusalem mit dem runden Tempel, zu dem eine Menschenmenge zieht.
Auf den Seitenflügeln ein weltliches Paar, vermutlich ein wohlhabendes Stifterpaar aus Helsingør. Hinter dem knienden Mann der Apostel Bartholomäus mit einem Messer, hinter der Frau wahrscheinlich der Apostel Matthias mit Hellebarde. Da die Landschaft auf den Seitenflügeln den gleichen Charakter hat wie das zentrale Bild und auf Röntgenaufnahmen kein anderer Entwurf zu erkennen ist, wird von einer gleichzeitigen Entstehung ausgegangen. Die plumpen Köpfe des Paares deuten darauf hin, dass sie erst nachträglich hinzugefügt wurden als das Altarbild einer Kirche in Helsingør gehörte. Von dort kam es 1746 nach Nødebo, als eine Frau aus Helsingør es der Kirche in Dankbarkeit schenkte, weil die heilige Quelle angeblich ihre Krankheit heilte.
Für das wahrscheinlich um 1520 aus den Niederlanden stammende Altarbild wird als Maler angenommen Adriaen Isenbrant oder Jacob van Utrecht. Die Datierung basiert hauptsächlich auf den Details der Kleidung von Magdalena und den Stiftern. Der Kopfschmuck und Magdalenas Puffärmel sind von Zeichnungen, Gemälden und Altarbildern aus dieser Zeit bekannt.
1982 wurde das Triptychon von einer Seitenwand im Schiff auf den Altartisch versetzt. Mit dem 1839 von Jørgen Roed in Rom gemalten Altarbild Jesus und die Samariterin und dem aus einem Stück Granit erstellten trapezförmigen romanischen Taufbecken wurde im Turmraum wieder eine Taufkapelle eingerichtet.

### Kanzel
Die barocke Kanzel aus dem Jahr 1668 ist eine Arbeit von Esben Børresen aus Slangerup. Gestiftet wurde sie nach einer Inschrift durch den Bürgermeister von Slangerup Paul Steenbech und seiner Frau Anna Cathrina Werdenborg, die 1666 geheiratet haben. Die Kanzelhaube wurde erst 1748 ergänzt.

## Kalkmalereien

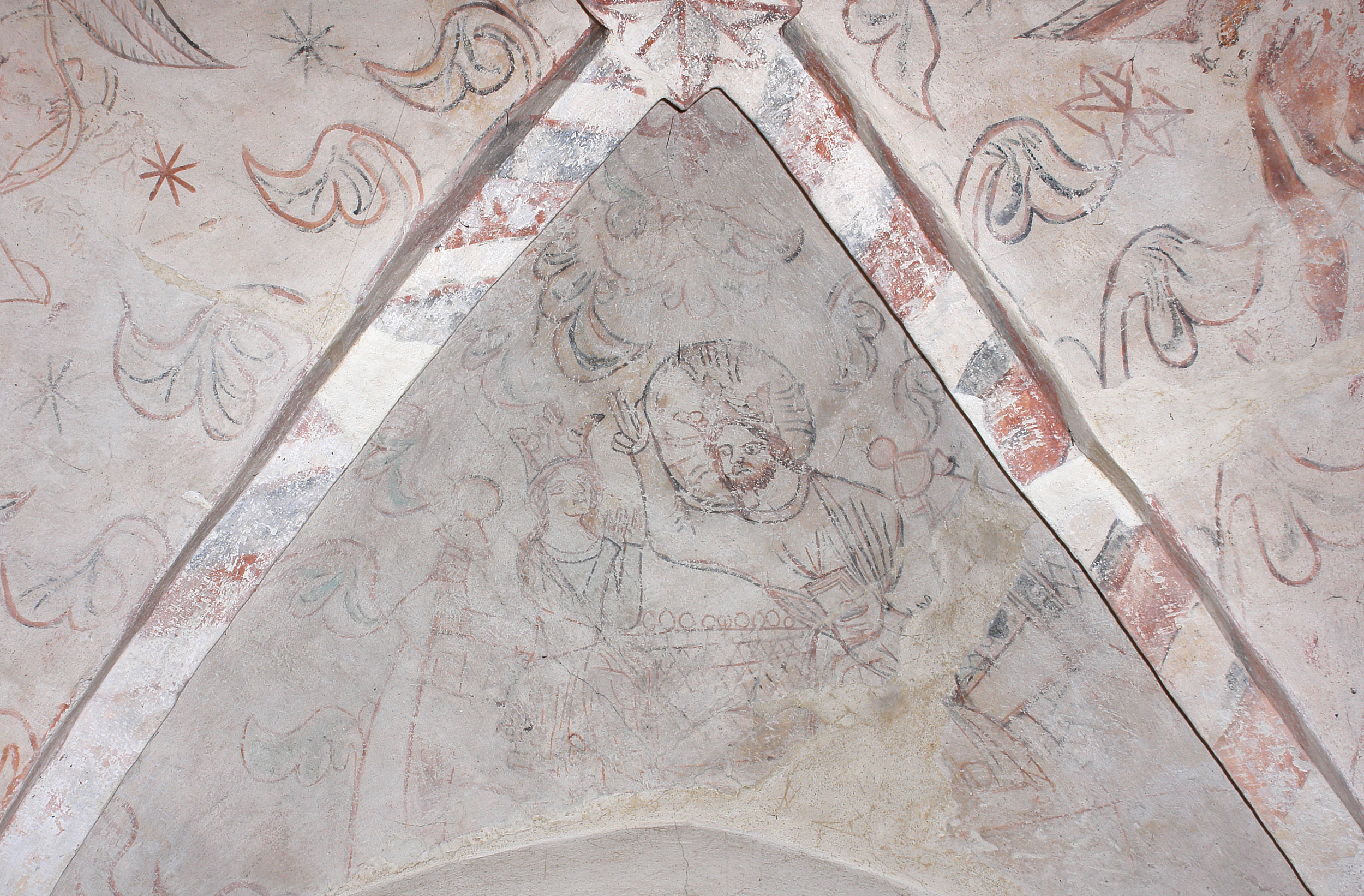
Christus segnet einen irdischen König (1982 freigelegt)

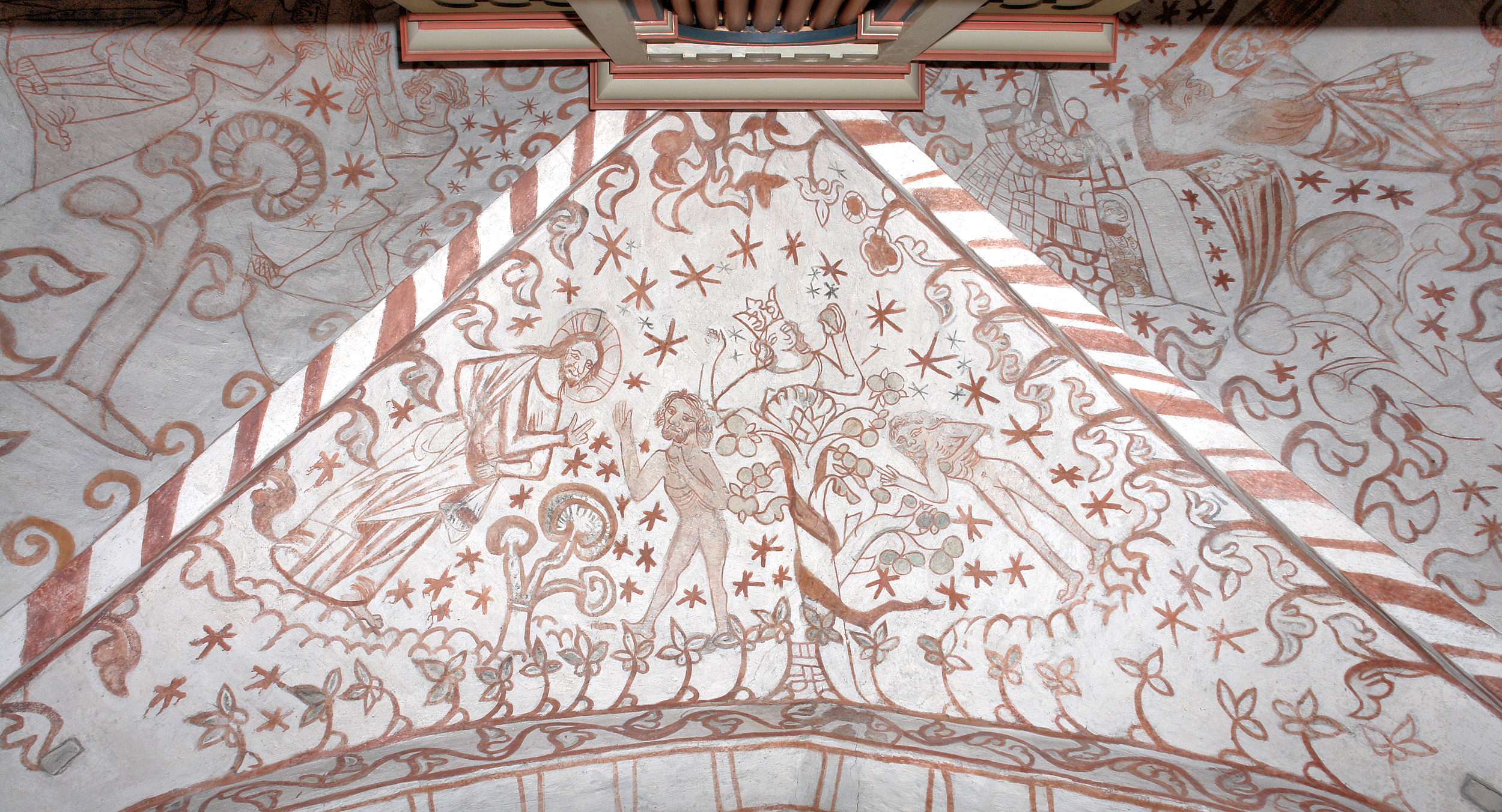
Der Sündenfall (1425)

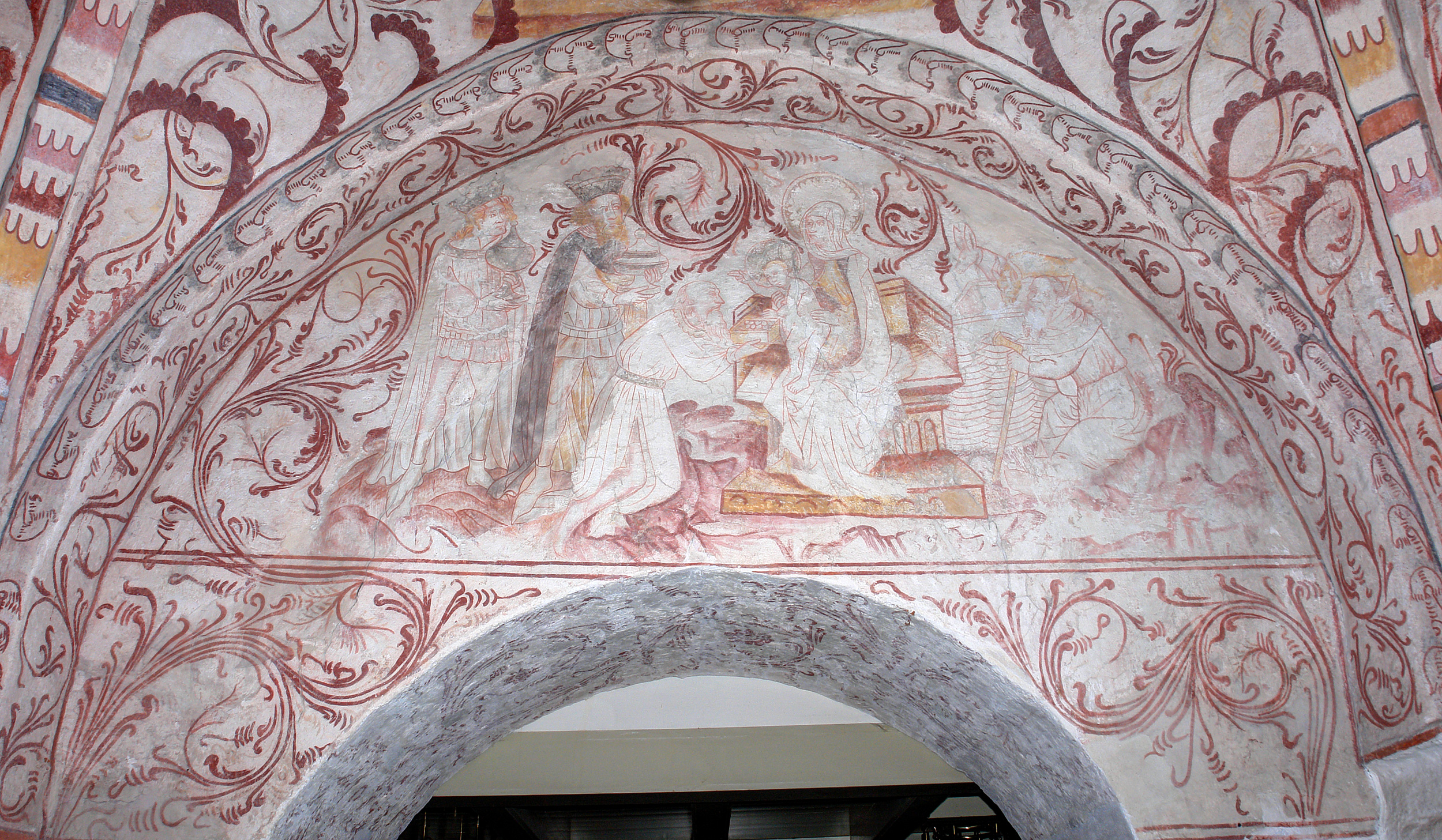
Anbetung der Könige (Undløse-Meister, 15. Jh.)

Die erhaltenen Fresken im spätromanischen Stil, die 1982 bei der Restaurierung im Chor freigelegt wurden, gehören in Umfang und Qualität zu den besten in Nordseeland. Die Malereien im Chor und im Schiff stammen von 1425, ausgeführt von einem Künstler, der für die langen Nasen seiner Personen bekannt ist. Die Fresken im Turm aus der Mitte des 15. Jahrhunderts stammen von dem Undløse-Meister, benannt nach seinen Arbeiten in der 90 km entfernten Kirche von Undløse bei Holbæk. Nach seinen Arbeiten in Schweden wird er auch Meister von Fogdö oder Unionsmeister genannt.
Die Malereien zeigen im Chor:
- Christus, der einen irdischen König segnet
- in den drei anderen Bögen die Evangelistensymbole: geflügelter Löwe (Markus), Adler (Johannes) und geflügelter Ochse (Lukas).

In der Ostseite des Schiffes:
- den thronenden Pilatus oder Herodes mit Christus vor ihm
- Passion Christi am Pfahl
- Golgatha-Szene mit Christus am Kreuz
- Christus im Sarkophag

In der Westseite des Schiffes:
- der Sündenfall
- Vertreibung aus dem Paradies
- die Verhöhnung Christi

Bilder unter dem Turm vom Undløse-Meister:
- Krönung Marias durch Christus
- an der Wand darunter: Anbetung der Könige
- die jungfräulichen Heiligen: Gertrud mit Kapelle und Genoveva mit Buch
- an der Wand darunter die Heilige Johanna und ihre Hinrichtung
- die Apostel Johannes, Petrus und Paulus mit ihren Symbolen
- die gekrönten Heiligen Barbara und Katharina